# Lijst van voetbalinterlands Barbados - Panama
Deze lijst van voetbalinterlands is een overzicht van alle officiële voetbalwedstrijden tussen de nationale teams van Barbados en Panama. De landen speelden tot op heden een keer tegen elkaar. Dit was een kwalificatiewedstrijd voor het Wereldkampioenschap voetbal 2022 op 25 maart 2021 in Santo Domingo (Dominicaanse Republiek).

## Wedstrijden
| № | Plaats        | Datum         | Competitie           | Wedstrijd         | Uitslag |
| - | ------------- | ------------- | -------------------- | ----------------- | ------- |
| 1 | Santo Domingo | 25 maart 2021 | WK 2022 kwalificatie | Panama – Barbados | 1 – 0   |

## Samenvatting
| Competitie      | Totaal gespeeld | Winst Barbados | Gelijk | Winst Panama | Doelsaldo Barbados – Panama |
| --------------- | --------------- | -------------- | ------ | ------------ | --------------------------- |
| WK-kwalificatie | 1               | 0              | 0      | 1            | 0 − 1                       |
| Totaal          | 1               | 0              | 0      | 1            | 0 − 1                       |